# Station Drawski Młyn
Station Drawski Młyn is een spoorwegstation in de Poolse plaats Drawski Młyn.